# Österreichische Fußballmeisterschaft 2012/13
Die österreichische Fußballmeisterschaft wurde 2012/13 zum 102. Mal ausgetragen. Die höchste Spielklasse ist die österreichische Bundesliga, die in dieser Saison zum 39. Mal durchgeführt und von zehn Mannschaften bestritten wurde. Diese ermittelten in vier Durchgängen den österreichischen Fußballmeister sowie die Vertreter Österreichs in den internationalen Bewerben der Saison 2013/14. Den Meistertitel sicherte sich zum 24. Mal die Wiener Austria vor Red Bull Salzburg und Rapid Wien.
Die zweithöchste Spielklasse ist die Erste Liga, die 2012/13 zum 38. Mal ausgetragen und erstmals vom SV Grödig gewonnen wurde.

## Lizenzierungsverfahren
Am 30. April 2012 wurden von der Bundesliga die Lizenzen für die Meisterschaft 2012/13 vergeben. Mit Ausnahme des Erstligisten LASK Linz und dem Regionalligisten Villacher SV wurde allen Vereinen die Lizenz erteilt. Die Bundesligisten Admira Wacker Mödling, Austria Wien und Wacker Innsbruck sowie die Erstligisten SKN St. Pölten, Vienna und FC Lustenau bekamen die Lizenz unter finanziellen Auflagen.
Während die Villacher aufgrund der sportlichen Aussichtslosigkeit auf den Aufstieg auf eine Beschwerde beim Protestkomitee der Bundesliga verzichteten, reichte der LASK eine solche ein. Am 14. Mai gab das Protestkomitee bekannt, dass der Protest des LASK abgewiesen wurde, da dieser nicht ordnungsgemäß eingebracht worden war. Nachdem auch das Ständig Neutrale Schiedsgericht als letzte Instanz den Protest der Linzer abgewiesen hatte, schied der LASK aus dem Profifußball aus und stieg in die Regionalliga Mitte ab. Somit verblieb der FC Lustenau ohne Relegation in der Ersten Liga, während der TSV Hartberg den frei gewordenen Relegationsplatz einnahm und nach Siegen über den GAK ebenfalls in der Ersten Liga bleiben konnte.

## Erste Leistungsstufe – Bundesliga
Die vom Sportwetten-Anbieter tipp3 als Hauptsponsor unterstützte Bundesliga, die höchste Spielklasse im österreichischen Fußball, wurde in der Saison 2012/13 zum 39. Mal ausgetragen. Sie ermittelte den 102. österreichischen Fußballmeister. Subsponsor war der Mobilfunkanbieter T-Mobile Austria, weshalb die offizielle Liga-Bezeichnung tipp3-Bundesliga powered by T-Mobile lautete. Die gemeinsame Mannschaft der beiden Kärntner Kooperationsvereine Wolfsberger AC und SK St. Andrä schaffte mit dem Meistertitel in der Ersten Liga 2011/12 erstmals den Sprung in Österreichs höchste Spielklasse, wobei die Kooperation nach der Meistersaison gelöst wurde und die Mannschaft in der Bundesliga nur noch als Wolfsberger AC auftritt. Die Kärntner ersetzten den Absteiger Kapfenberger SV.
Somit stellte Kärnten erstmals seit dem Abstieg von Austria Kärnten 2010 wieder einen Bundesligisten. Einzig Vorarlberg war in der Bundesliga-Saison 2012/13 nicht vertreten, Wien und Niederösterreich stellten jeweils zwei Vereine.
Der TV-Anbieter sky Deutschland AG hatte die Rechte, alle Bundesligaspiele in voller Länge zu zeigen, die auf dem Kanal sky sport austria im Pay-TV ausgestrahlt wurden. Der Sender zeigte nicht nur alle Spiele in Konferenzschaltung, sondern auch einzeln. Daneben hatte der ORF die Rechte, jeweils das „Topspiel der Runde“ als Einzelspiel – meist sonntags, bei Wochentagsrunden mittwochs – zu übertragen. Diese Regelung galt nicht in den letzten beiden Runden, in denen alle Spiele zeitgleich ausgetragen werden mussten. Darüber hinaus durfte der ORF eine 45-minütige Zusammenfassung von den restlichen vier Partien pro Runde zeigen.

### Modus
In der Saison 2012/13 traten wie in vergangenen Jahren zehn Klubs in insgesamt 36 Runden gegeneinander an. Jedes Team spielte jeweils zweimal zu Hause und auswärts gegen jedes andere Team.
Aufgrund konstant guter Leistungen der österreichischen Klubs im Europacup, schob sich Österreich mit der Saison 2011/12 auf Platz 15 der UEFA-Fünfjahreswertung vor. Somit wurden über Bundesliga und Cup in der Saison 2012/13 fünf Startplätze für die Champions League und die Europa League ausgespielt.
In der Bundesliga wurde um vier internationale Startplätze gespielt: Meister und Vizemeister sind in der Qualifikation zur UEFA Champions League teilnahmeberechtigt und steigen dort in der 3. Qualifikationsrunde ein; die dritt- und viertplatzierten Vereine spielen in der Qualifikation zur UEFA Europa League. Während der Viertplatzierte in der 2. Qualifikationsrunde einsteigt, beginnt der Drittplatzierte erst in Qualifikationsrunde 3, der Cup-Sieger nimmt am Play-off zur Europa-League teil.
Der Letztplatzierte der Bundesliga musste in die zweitklassige Erste Liga absteigen.

### Saisonverlauf
Die Bundesliga 2012/13 wurde am 21. Juli 2012 mit dem Duell der letzten beiden Meister, Sturm Graz und Red Bull Salzburg, eröffnet. Der Titelverteidiger aus Salzburg setzte sich in der Grazer UPC-Arena mit 2:0 durch. Erster Tabellenführer der neuen Saison war Vizemeister Rapid Wien, das Wacker Innsbruck zuhause 4:0 schlug. Die Bundesliga-Premiere des WAC fiel wortwörtlich ins Wasser. Starker Regen machte den Platz in Kärnten unbespielbar und das Duell mit der Wiener Austria musste um vier Tage verschoben werden. Die Wolfsberger gingen schließlich mit einem knappen 0:1 als Verlierer vom Platz. In der 2. Runde feierten die Kärntner mit einem 2:0-Auswärtserfolg bei Ried den ersten Bundesligasieg.
Den Herbstmeistertitel eroberte die Wiener Austria mit 42 erspielten Punkten, fünf Punkte vor Salzburg und sieben Punkte vor Rapid. Zum Winterkönig krönte sich bereits am vorletzten Spieltag des Jahres 2012 ebenfalls die Austria, die Platz eins auch im Frühjahr nicht mehr hergab. Der Vorsprung auf den am Ende einzigen Konkurrenten, Red Bull Salzburg, betrug im Frühjahr bis zum letzten Spieltag nie weniger als sechs Zähler. Mit einem 4:0-Erfolg über Mattersburg gelang der Austria in der 35. und vorletzten Runde die Entscheidung zum 24. Meistertitel. Sie übertraf dabei die Marke von Sturm Graz aus der Saison 1997/98 und stellte mit 82 Punkten einen neuen Rekord auf. Vizemeister wurde mit fünf Punkten Rückstand der entthronte Titelverteidiger Red Bull Salzburg, der seine imposante Serie fortsetzte und seit dem Einstieg von Red Bull stets unter den besten Zwei landete.
Spannend verlief auch der Kampf um die Europa-League-Tickets. Während sich Rapid bereits eine Runde vor Schluss mit einem 2:0-Sieg bei der Admira den dritten Platz sicherte, kämpften in der letzten Runde mit Sturm Graz, dem WAC und Ried noch drei Mannschaften um den 4. Tabellenplatz und damit um den letzten internationalen Startplatz. Der dritte Europa-League-Startplatz ging an den Regionalligisten und Cupsieger FC Pasching.
Die restlichen vier Mannschaften – Mattersburg, Wiener Neustadt, Wacker Innsbruck und die Admira – lieferten sich einen der engsten Abstiegskämpfe der Bundesligageschichte. Vor der 36. und letzten Runde konnten noch alle vier die Saison mit der roten Laterne beenden und damit absteigen, alle vier hatten aber auch noch die Möglichkeit, aus eigener Kraft den Klassenerhalt zu schaffen.

#### Der letzte Spieltag
Und so verlief der letzte Spieltag hochdramatisch. Vizemeister Red Bull Salzburg bezwang im Spitzenspiel Meister Austria Wien 3:0 und stellte damit einen neuen vereinsinternen Punkterekord auf. Die Wiener Austria verpasste es, als erste Mannschaft der Bundesligageschichte eine Saison ohne Auswärtsniederlage zu beenden. Ebenfalls 3:0 endete das Spiel zwischen Rapid und Ried, womit die Oberösterreicher die letzte Chance auf die Teilnahme an der Europa-League-Qualifikation vergaben.
Dieser letzte internationale Startplatz schien 20 Minuten vor dem Schlusspfiff bereits an den WAC vergeben. Die Kärntner führten zu diesem Zeitpunkt 2:0 gegen Wacker Innsbruck, während Sturm Graz zu Hause gegen Wiener Neustadt 0:3 zurücklag. Mit diesem Ergebnis endete das Spiel in Graz schließlich auch, womit der SC Wiener Neustadt den Klassenerhalt geschafft hatte. Damit hätte im Spiel zwischen Mattersburg und der Admira beiden Mannschaften ein Unentschieden zum Klassenerhalt gereicht. Die Partie verlief auch dementsprechend; doch in der 72. Spielminute gelang Daniel Segovia das 1:0 für die Admira. Wacker Innsbruck musste nun das Spiel gegen den WAC gewinnen. Tatsächlich konnten die Tiroler mit einem Doppelpack von Julius Perstaller und einem weiteren Treffer von Christian Schilling innerhalb von nur sechs Minuten das Spiel drehen. Dadurch rutschte Mattersburg ans Tabellenende und benötigte gegen die Admira zumindest noch einen Treffer, der jedoch nicht mehr gelang. Da auch Wolfsberg das Spiel gegen Innsbruck nicht mehr ausgleichen konnte, blieb die rote Laterne bei Mattersburg – vor der letzten Runde noch Siebenter. Nach zehn Jahren Bundesliga stiegen die Burgenländer wieder in die Erste Liga ab. Der letzte Europacup-Startplatz ging trotz der 0:3-Heimpleite und fünf Niederlagen in den letzten sechs Spielen an den SK Sturm.

### Abschlusstabelle
| Pl. | Verein                      | Sp. | S  | U  | N  | Tore    | Diff. | Punkte |
| --- | --------------------------- | --- | -- | -- | -- | ------- | ----- | ------ |
| 1.  | FK Austria Wien             | 36  | 25 | 7  | 4  | 084:310 | +53   | 82     |
| 2.  | FC Red Bull Salzburg (M, C) | 36  | 22 | 11 | 3  | 091:390 | +52   | 77     |
| 3.  | SK Rapid Wien               | 36  | 16 | 9  | 11 | 057:390 | +18   | 57     |
| 4.  | SK Sturm Graz               | 36  | 13 | 9  | 14 | 049:560 | −7    | 48     |
| 5.  | Wolfsberger AC (N)          | 36  | 12 | 11 | 13 | 053:560 | −3    | 47     |
| 6.  | SV Ried                     | 36  | 13 | 7  | 16 | 060:590 | +1    | 46     |
| 7.  | SC Wiener Neustadt          | 36  | 9  | 9  | 18 | 032:600 | −28   | 36     |
| 8.  | FC Wacker Innsbruck         | 36  | 11 | 3  | 22 | 041:750 | −34   | 36     |
| 9.  | FC Admira Wacker Mödling    | 36  | 9  | 8  | 19 | 047:680 | −21   | 35     |
| 10. | SV Mattersburg              | 36  | 9  | 8  | 19 | 036:670 | −31   | 35     |

| (M) | Österreichischer Meister 2011/12 |
| (C) | ÖFB-Cup-Sieger 2011/12           |
| (N) | Neuaufsteiger der Saison 2011/12 |

Aufsteiger
- Erste Liga: SV Grödig

### Kreuztabelle
Die Kreuztabelle stellt die Ergebnisse aller Spiele der Saison dar. Die Heimmannschaft ist in der mittleren Spalte aufgelistet und die Gastmannschaft in der obersten Reihe. Die Ergebnisse sind immer aus Sicht der Heimmannschaft angegeben.
| Hinrunde (Runden 1–18) | Hinrunde (Runden 1–18) | Hinrunde (Runden 1–18)   | Hinrunde (Runden 1–18) | Hinrunde (Runden 1–18) | Hinrunde (Runden 1–18) | Hinrunde (Runden 1–18) | Hinrunde (Runden 1–18) | Hinrunde (Runden 1–18) | Hinrunde (Runden 1–18) | 2012/13                  | Rückrunde (Runden 19–36) | Rückrunde (Runden 19–36) | Rückrunde (Runden 19–36) | Rückrunde (Runden 19–36) | Rückrunde (Runden 19–36) | Rückrunde (Runden 19–36) | Rückrunde (Runden 19–36) | Rückrunde (Runden 19–36) | Rückrunde (Runden 19–36) | Rückrunde (Runden 19–36) |
|                        |                        | FC Admira Wacker Mödling | FK Austria Wien        | SK Sturm Graz          | SV Ried                | FC Wacker Innsbruck    | SV Mattersburg         | SC Wiener Neustadt     |                        | Verein                   |                          |                          | FC Admira Wacker Mödling | FK Austria Wien          | SK Sturm Graz            | SV Ried                  | FC Wacker Innsbruck      | SV Mattersburg           | SC Wiener Neustadt       |                          |
| ---------------------- | ---------------------- | ------------------------ | ---------------------- | ---------------------- | ---------------------- | ---------------------- | ---------------------- | ---------------------- | ---------------------- | ------------------------ | ------------------------ | ------------------------ | ------------------------ | ------------------------ | ------------------------ | ------------------------ | ------------------------ | ------------------------ | ------------------------ | ------------------------ |
|                        | 0:2                    | 5:0                      | 0:0                    | 3:2                    | 1:1                    | 2:0                    | 3:2                    | 1:1                    | 4:1                    | FC Red Bull Salzburg     |                          | 3:3                      | 2:1                      | 3:0                      | 3:0                      | 2:2                      | 3:1                      | 7:0                      | 3:1                      | 6:2                      |
| 2:0                    |                        | 0:0                      | 0:3                    | 3:0                    | 4:3                    | 4:0                    | 3:0                    | 1:1                    | 0:2                    | SK Rapid Wien            | 1:3                      |                          | 1:1                      | 1:2                      | 1:1                      | 3:0                      | 2:1                      | 2:2                      | 2:0                      | 0:0                      |
| 4:4                    | 0:2                    |                          | 4:6                    | 1:2                    | 0:2                    | 4:1                    | 5:1                    | 4:0                    | 1:1                    | FC Admira Wacker Mödling | 1:1 5                    | 0:2                      |                          | 0:2                      | 3:0                      | 0:3                      | 4:3                      | 1:0                      | 1:2                      | 0:1                      |
| 0:1                    | 2:0                    | 1:0                      |                        | 0:1                    | 6:1                    | 2:0                    | 3:1                    | 3:0                    | 1:1                    | FK Austria Wien          | 1:1                      | 2:2                      | 4:0                      |                          | 3:1                      | 3:1                      | 4:0                      | 4:0                      | 3:1                      | 0:4                      |
| 0:2                    | 2:1                    | 3:2                      | 1:1                    |                        | 3:1                    | 3:0                    | 0:0                    | 3:1                    | 4:1                    | SK Sturm Graz            | 1:1                      | 1:3                      | 1:2                      | 1:1                      |                          | 3:1                      | 3:2                      | 2:2                      | 0:3                      | 1:3                      |
| 3:1                    | 0:2                    | 1:1                      | 0:1                    | 0:1                    |                        | 2:0                    | 6:1                    | 3:1                    | 0:2                    | SV Ried                  | 2:2                      | 3:2                      | 4:1                      | 1:3                      | 1:2                      |                          | 3:0                      | 1:1                      | 2:1                      | 1:1 3                    |
| 0:4                    | 0:2                    | 1:2                      | 0:3                    | 0:3 1                  | 1:0                    |                        | 2:1                    | 2:3                    | 0:1                    | FC Wacker Innsbruck      | 2:3                      | 1:1                      | 3:1                      | 0:3                      | 2:1                      | 2:0                      |                          | 2:0                      | 1:0                      | 2:3                      |
| 1:3                    | 0:3                    | 3:0                      | 2:4                    | 3:1                    | 2:1                    | 1:2                    |                        | 2:0                    | 1:1                    | SV Mattersburg           | 1:2                      | 2:0                      | 0:1                      | 0:4                      | 0:0                      | 1:0                      | 1:2                      |                          | 1:0                      | 3:1                      |
| 0:3                    | 0:1                    | 2:1                      | 0:2                    | 1:1                    | 2:3                    | 0:1                    | 0:1                    |                        | 2:1                    | SC Wiener Neustadt       | 0:6                      | 1:0                      | 3:0                      | 0:0                      | 1:0                      | 0:0                      | 2:2                      | 0:0                      |                          | 2:0                      |
| 0:2                    | 1:0                    | 1:1                      | 0:1                    | 1:1 2                  | 2:5                    | 2:2                    | 0:0                    | 6:0                    |                        | Wolfsberger AC           | 1:1 4                    | 2:1                      | 0:0                      | 3:6                      | 3:0                      | 1:3                      | 2:3                      | 1:0 5                    | 1:1                      |                          |

### Torschützenliste
| Pl. | Nat.                               | Spieler             | Verein                                | Tore |
| --- | ---------------------------------- | ------------------- | ------------------------------------- | ---- |
| 01. | Osterreich                         | Philipp Hosiner     | Admira Wacker (5) / Austria Wien (27) | 32   |
| 02. | Spanien                            | Jonathan Soriano    | FC Red Bull Salzburg                  | 26   |
| 03. | Senegal                            | Sadio Mané          | FC Red Bull Salzburg                  | 16   |
| 04. | Osterreich                         | Deni Alar           | SK Rapid Wien                         | 15   |
| 04. | Osterreich                         | René Gartler        | SV Ried                               | 15   |
| 06. | Vereinigte Staaten                 | Terrence Boyd       | SK Rapid Wien                         | 13   |
| 07. | Deutschland                        | Richard Sukuta-Pasu | SK Sturm Graz                         | 12   |
| 08. | Brasilien                          | Alan                | FC Red Bull Salzburg                  | 11   |
| 08. | Osterreich Bosnien und Herzegowina | Mihret Topčagić     | Wolfsberger AC                        | 11   |
| 08. | Osterreich                         | Robert Žulj         | SV Ried                               | 11   |

### Die Meistermannschaft des FK Austria Wien
(In Klammern werden Einsätze und Tore angegeben.)
| FK Austria Wien | |
| FK Austria Wien | - Tor: Heinz Lindner (36/-) - Abwehr: Emir Dilaver (26/2), Fabian Koch (21/2), Marin Leovac (2/-), Manuel Ortlechner (36/2) , Kaja Rogulj (29/2), Lukas Rotpuller (9/-), Markus Suttner (35/3) - Mittelfeld: Alexander Gorgon (31/10), Alexander Grünwald (26/7), James Holland (34/-), Florian Mader (30/2), Thomas Murg (7/-), Tomas Šimkovič (28/3), Marko Stanković (26/3), Dare Vršič (17/-) - Sturm: Nacer Barazite (5/1), Philipp Hosiner (30/27), Tomáš Jun (33/10), Roman Kienast (29/7), Srđan Spiridonović (2/-) - Trainer: Peter Stöger |

- Roland Linz (7/1) und Georg Margreitter (3/-) haben die Veilchen während der Saison verlassen, Linz in Richtung Thailand zu Muangthong United, Margreitter zu den Wolves.

### Spielorte, Spielstätten und Zuschauer

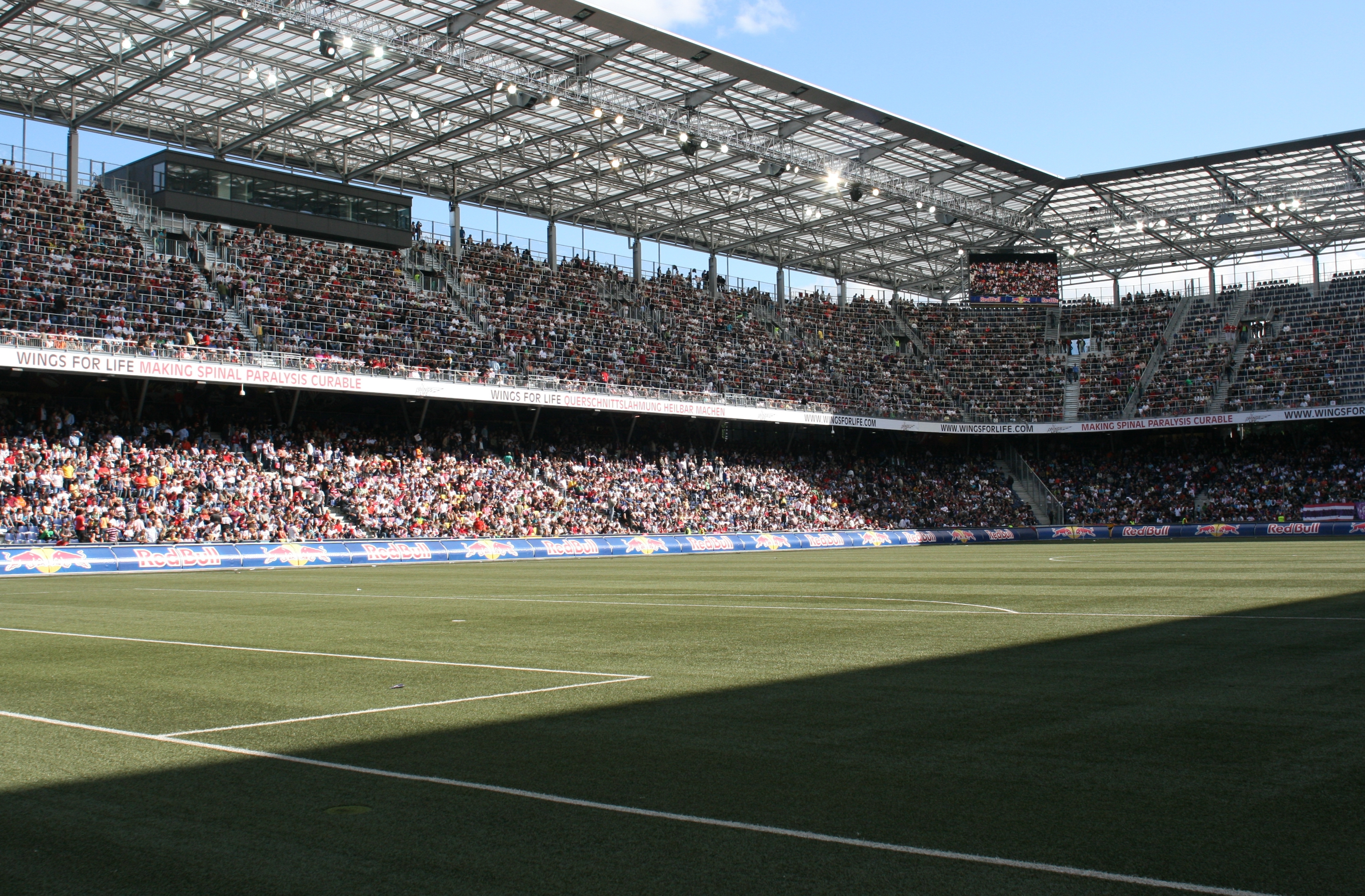
Das größte Bundesligastadion, die Red Bull Arena in Wals-Siezenheim

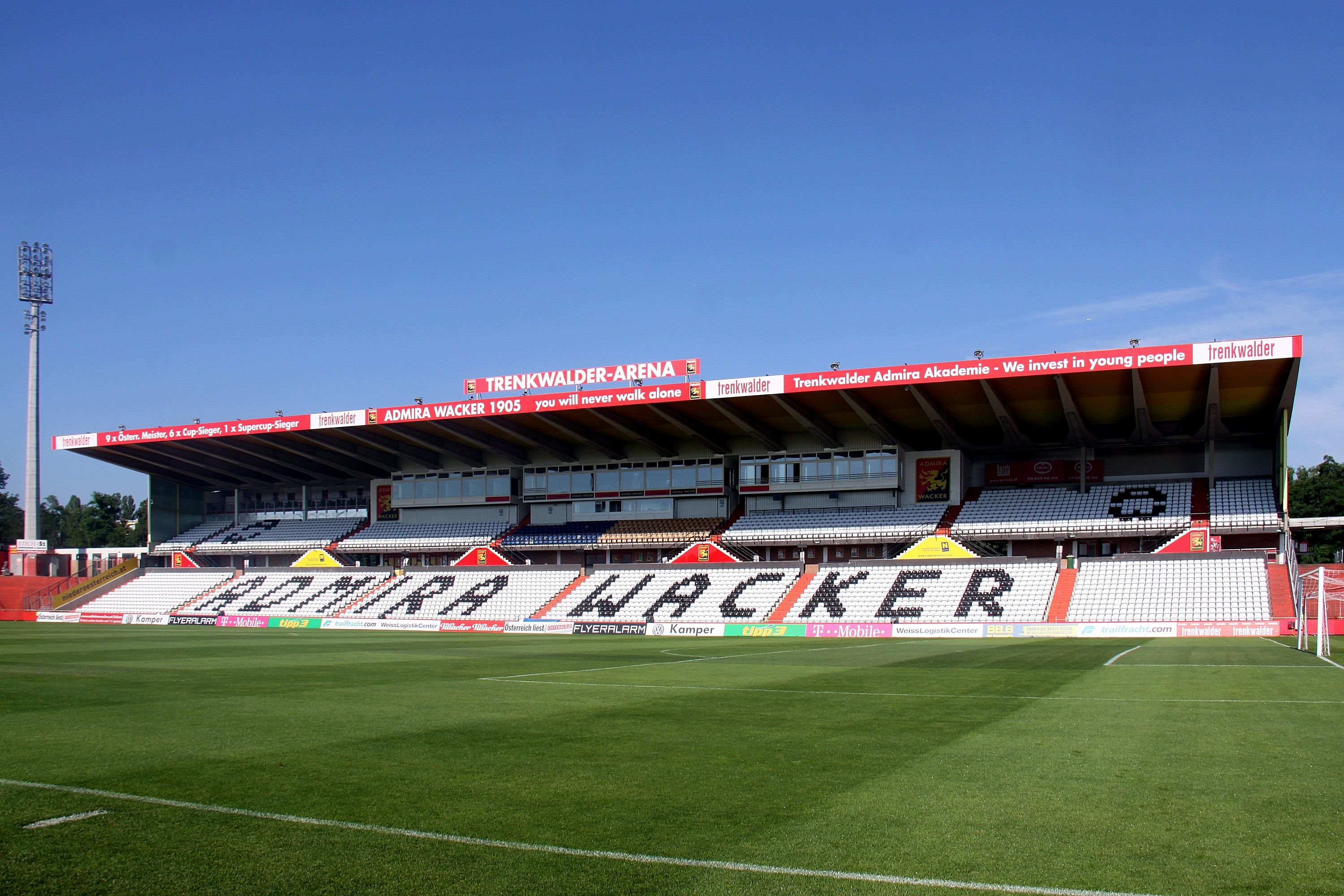
Bundesstadion Südstadt

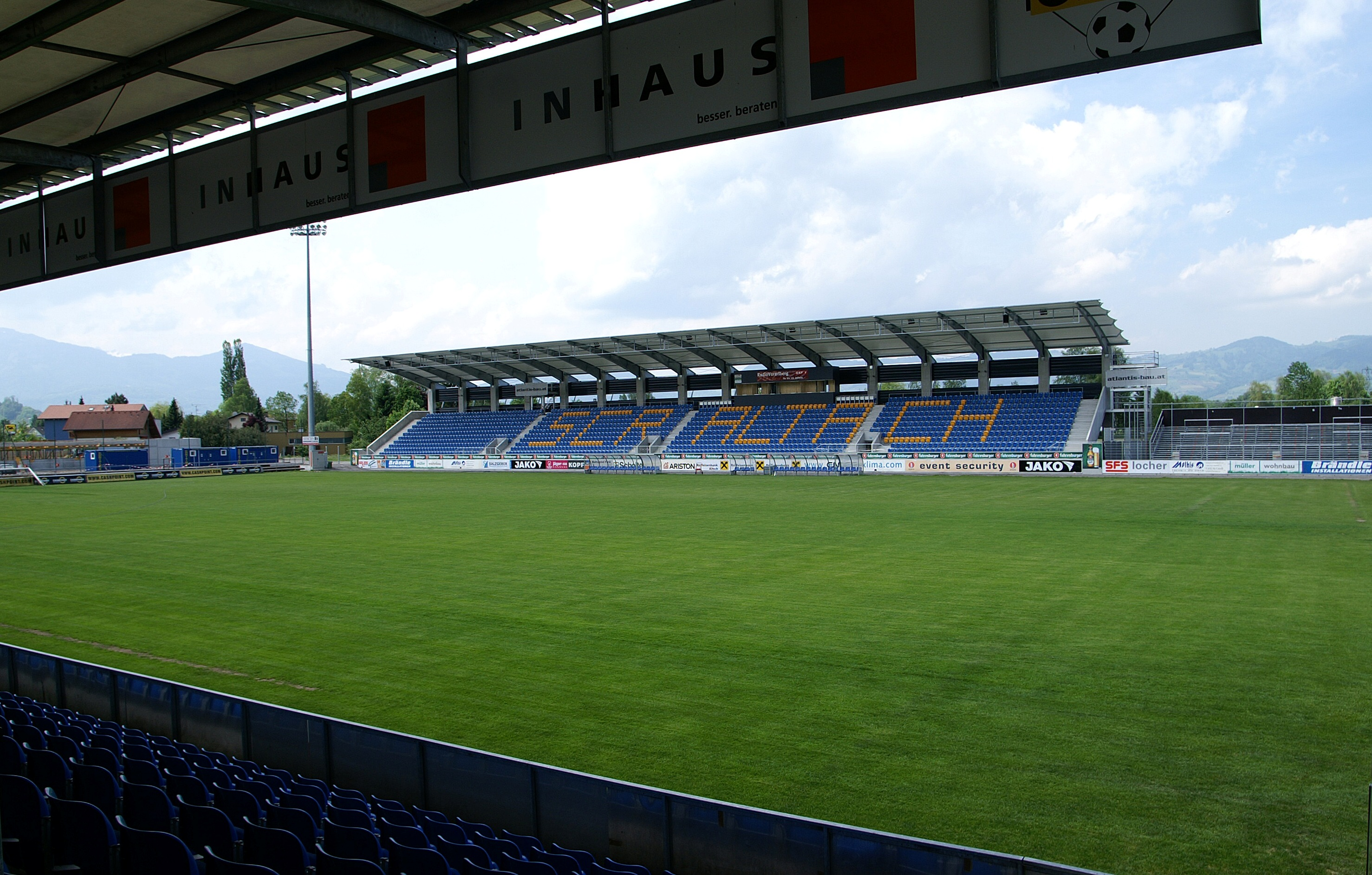
Die Chashpoint-Arena in Altach.

| Stadt            | Einwohner | Verein                   | Stadion                   | Kapazität | Gesamt  | Schnitt | ± zu 2011/12 |
| ---------------- | --------- | ------------------------ | ------------------------- | --------- | ------- | ------- | ------------ |
| Graz             | 265.318   | SK Sturm Graz            | UPC-Arena                 | 15.322    | 192.351 | 10.686  | −001,27 %    |
| Innsbruck        | 121.329   | FC Wacker Innsbruck      | Tivoli-Neu                | 15.400    | 88.997  | 4.944   | −023,73 %    |
| Mödling          | 20.514    | FC Admira Wacker Mödling | Trenkwalder Arena         | 12.000    | 62.963  | 3.498   | −027,85 %    |
| Mattersburg      | 7.106     | SV Mattersburg           | Pappelstadion             | 15.100    | 80.900  | 4.494   | +003,74 %    |
| Ried im Innkreis | 11.380    | SV Ried                  | Keine Sorgen Arena        | 7.600     | 80.200  | 4.456   | −015,30 %    |
| Salzburg         | 148.521   | FC Red Bull Salzburg     | Red Bull Arena            | 31.800    | 152.074 | 8.449   | −014,22 %    |
| Wien             | 1.731.236 | FK Austria Wien          | Generali Arena            | 13.500    | 185.313 | 10.295  | +018,98 %    |
| Wien             | 1.731.236 | SK Rapid Wien            | Gerhard-Hanappi-Stadion   | 17.500    | 250.800 | 13.933  | −013,99 %    |
| Wiener Neustadt  | 41.537    | SC Wiener Neustadt       | Wiener Neustädter Stadion | 7.700     | 51.670  | 2.871   | −000,76 %    |
| Wolfsberg        | 24.983    | Wolfsberger AC           | Lavanttal-Arena           | 7.300     | 96.001  | 5.333   | +098,84 %    |
| Quelle           |           |                          |                           |           |         |         |              |

### Personelles und Sponsoring
| Team                     | Trainer                        | Kapitän             | Ausrüster | Hauptsponsor        |
| ------------------------ | ------------------------------ | ------------------- | --------- | ------------------- |
| FC Red Bull Salzburg     | Roger Schmidt                  | Alexander Walke     | adidas    | Red Bull            |
| SK Rapid Wien            | Zoran Barisic                  | Steffen Hofmann     | adidas    | Wien Energie        |
| FC Admira Wacker Mödling | Dietmar Kühbauer               | Richard Windbichler | Nike      | Flyeralarm          |
| FK Austria Wien          | Peter Stöger                   | Manuel Ortlechner   | Nike      | Verbund             |
| SK Sturm Graz            | Markus Schopp                  | Jürgen Säumel       | JAKO      | Puntigamer          |
| SV Ried                  | Michael Angerschmid            | Thomas Gebauer      | adidas    | Josko               |
| FC Wacker Innsbruck      | Roland Kirchler                | Tomáš Abrahám       | JAKO      | Tiroler Wasserkraft |
| SV Mattersburg           | Franz Lederer (Fußballtrainer) | Michael Mörz        | Umbro     | Bauwelt Koch        |
| SC Wiener Neustadt       | Heimo Pfeifenberger            | Peter Hlinka        | Puma      | DEBRA B1            |
| Wolfsberger AC           | Nenad Bjelica                  | Michael Sollbauer   | JAKO      | RZ Pellets          |

### Trainerwechsel
| Verein               | Trainer                              | Grund                   | Datum             | Tabellenplatz | Nachfolger                           |
| -------------------- | ------------------------------------ | ----------------------- | ----------------- | ------------- | ------------------------------------ |
| FK Austria Wien      | Ivica Vastić                         | Vertragsende            | 31. Mai 2012      | Sommer- pause | Peter Stöger                         |
| SK Sturm Graz        | Thomas Kristl (Interimstrainer)      | Ende der Interimszeit   | 31. Mai 2012      | Sommer- pause | Peter Hyballa                        |
| SV Ried              | Gerhard Schweitzer (Interimstrainer) | Ende der Interimszeit   | 31. Mai 2012      | Sommer- pause | Heinz Fuchsbichler                   |
| SC Wiener Neustadt   | Peter Stöger                         | Wechsel zu Austria Wien | 31. Mai 2012      | Sommer- pause | Heimo Pfeifenberger                  |
| FC Red Bull Salzburg | Ricardo Moniz                        | Rücktritt               | 24. Juni 2012     | Sommer- pause | Roger Schmidt                        |
| FC Wacker Innsbruck  | Walter Kogler                        | Entlassung              | 10. Oktober 2012  | 10.           | Werner Löberbauer (Interimstrainer)  |
| FC Wacker Innsbruck  | Werner Löberbauer (Interimstrainer)  | Ende der Interimszeit   | 14. Oktober 2012  | 10.           | Roland Kirchler                      |
| SV Ried              | Heinz Fuchsbichler                   | Entlassung              | 06. November 2012 | 05.           | Gerhard Schweitzer (Interimstrainer) |
| SV Ried              | Gerhard Schweitzer (Interimstrainer) | Ende der Interimszeit   | 09. Dezember 2012 | 05.           | Michael Angerschmid                  |
| SK Rapid Wien        | Peter Schöttel                       | Entlassung              | 17. April 2013    | 03.           | Zoran Barisic                        |
| SK Sturm Graz        | Peter Hyballa                        | Entlassung              | 22. April 2013    | 04.           | Markus Schopp (Interimstrainer)      |

### Sonstiges
- Am 1. Dezember 2012 gab Mario Haas im Dress von Sturm Graz sein letztes Spiel in der Bundesliga.
- Ebenfalls am 1. Dezember 2012 gab es ein Novum in der Geschichte der österreichischen Bundesliga, als Alexander Pöllhuber vom SV Mattersburg gegen seinen eineiigen Zwillingsbruder Peter Pöllhuber von der Admira spielte. Das Spiel endete 3:0 zu Gunsten der Mannschaft von Alexander Pöllhuber.[18]

## Zweite Leistungsstufe – Erste Liga
Die Erste Liga ist die zweithöchste Spielklasse im österreichischen Profifußball, sie wurde in der Saison 2012/13 zum 38. Mal ausgetragen. Neu in die Liga kamen der Bundesliga-Absteiger Kapfenberger SV sowie der Regionalliga-Ost-Meister und Relegationssieger SV Horn. Der TSV Hartberg verblieb als zweiter Relegationssieger in der Ersten Liga.
In der Saison 2012/13 stellte Vorarlberg drei Vereine, Niederösterreich und die Steiermark stellten jeweils zwei Vereine, Wien, Oberösterreich und Salzburg jeweils einen Verein. Das Burgenland, Kärnten und Tirol waren in der zweithöchsten Spielklasse nicht vertreten.
Wie in der Bundesliga gehörten die TV-Rechte dem Sender sky Deutschland AG, der alle Spiele in voller Länge zeigen durfte. Die Ausstrahlung erfolgte über den Pay-TV-Kanal sky sport austria und im Rahmen einer Konferenzschaltung von vier Partien mit Spielbeginn um 18:30 Uhr. Das „Topspiel der Runde“ wurde als Einzelpartie am Freitag um 20:30 Uhr übertragen. Der ORF hatte ebenfalls das Recht, das Topspiel der Runde live und in voller Länge zu zeigen. Dies erfolgte über den Sender ORF Sport Plus. Ausnahme: die letzten beiden Runden, in denen alle Spiele zeitgleich ausgetragen werden müssen.

### Modus
In der Saison 2012/13 traten wie im Vorjahr zehn Klubs in insgesamt 36 Runden gegeneinander an. Jedes Team spielte jeweils zweimal zu Hause und auswärts gegen jedes andere Team.
Der Meister der Liga stieg in die Bundesliga auf. Der Letztplatzierte hätte in die seiner Region entsprechende Regionalliga absteigen müssen. Aufgrund des Zwangsabstiegs des FC Lustenau hatte der Tabellenletzte gegen den Meister der Regionalliga Ost zwei Relegationsspiele zu bestreiten. Absteiger Lustenau wurde durch den Sieger der beiden Qualifikationsspiele zwischen den Meistern der Regionalligen Mitte und West ersetzt.

### Saisonverlauf
Die Erste Liga 2012/13 begann am 20. Juli 2012 mit einem wahren Torreigen. In den fünf Partien der ersten Runde fielen 26 Tore, ein Durchschnitt von 5,2 pro Spiel. Erster Tabellenführer der neuen Saison war Austria Lustenau, das Bundesliga-Absteiger Kapfenberg zuhause mit 5:0 besiegte. Der SV Horn verlor sein Erste-Liga-Debüt im eigenen Stadion mit 3:4 gegen den Vorjahreszweiten SCR Altach. SKN St. Pölten gewann das erste Pflichtspiel in der neuen Niederösterreich-Arena mit 5:2 gegen die Vienna.
Am 13. März gab die Bundesliga bekannt, dass der FC Lustenau wegen mehrfacher Verstöße gegen das Lizenzierungsverfahren aus der Ersten Liga absteigen muss.
Meister wurde der SV Grödig, der im Frühjahr die zur Winterpause noch klar führende Lustenauer Austria abfangen konnte und die Saison schließlich zehn Punkte vor Altach beendete. Die Salzburger steigen damit erstmals in der Vereinsgeschichte in die höchste Spielklasse auf.
Durch den Zwangsabstieg des FC Lustenau musste Blau-Weiß Linz als Letzter der diesjährigen Saison nicht direkt in die Regionalliga absteigen, sondern er durfte in der Relegation gegen den SC-ESV Parndorf um den Klassenerhalt spielen.

### Abschlusstabelle
| Pl. | Verein               | Sp. | S  | U  | N  | Tore    | Diff. | Punkte |
| --- | -------------------- | --- | -- | -- | -- | ------- | ----- | ------ |
| 1.  | SV Grödig            | 36  | 23 | 6  | 7  | 071:300 | +41   | 75     |
| 2.  | SCR Altach           | 36  | 19 | 8  | 9  | 057:390 | +18   | 65     |
| 3.  | SC Austria Lustenau  | 36  | 18 | 7  | 11 | 060:390 | +21   | 61     |
| 4.  | SKN St. Pölten       | 36  | 14 | 12 | 10 | 065:600 | +5    | 54     |
| 5.  | Kapfenberger SV (A)  | 36  | 14 | 11 | 11 | 056:500 | +6    | 53     |
| 6.  | SV Horn (R)          | 36  | 13 | 7  | 16 | 050:550 | −5    | 46     |
| 7.  | First Vienna FC 1894 | 36  | 13 | 7  | 16 | 048:640 | −16   | 46     |
| 8.  | FC Lustenau 07       | 36  | 10 | 8  | 18 | 044:660 | −22   | 38     |
| 9.  | TSV Hartberg (R)     | 36  | 8  | 9  | 19 | 035:570 | −22   | 33     |
| 10. | FC Blau-Weiß Linz    | 36  | 5  | 11 | 20 | 038:670 | −29   | 26     |

| (A) | Absteiger der Saison 2011/12               |
| (R) | Gewinner der Relegation der Saison 2011/12 |

Qualifiziert über die Relegation
- Erste Liga/Regionalliga Ost: SC-ESV Parndorf 1919 (Relegation zur Erste Liga)
- Regionalliga Mitte/Regionalliga West: FC Liefering (Relegation zur Erste Liga)

### Kreuztabelle
Die Kreuztabelle stellt die Ergebnisse aller Spiele dieser Saison dar. Die Heimmannschaft ist in der mittleren Spalte aufgelistet und die Gastmannschaft in der obersten Reihe. Die Ergebnisse sind immer aus Sicht der Heimmannschaft angegeben.
| Hinrunde (Runden 1–18) | Hinrunde (Runden 1–18) | Hinrunde (Runden 1–18) | Hinrunde (Runden 1–18) | Hinrunde (Runden 1–18) | Hinrunde (Runden 1–18) | Hinrunde (Runden 1–18) | Hinrunde (Runden 1–18) | Hinrunde (Runden 1–18) | Hinrunde (Runden 1–18) | 2012/13              | Rückrunde (Runden 19–36) | Rückrunde (Runden 19–36) | Rückrunde (Runden 19–36) | Rückrunde (Runden 19–36) | Rückrunde (Runden 19–36) | Rückrunde (Runden 19–36) | Rückrunde (Runden 19–36) | Rückrunde (Runden 19–36) | Rückrunde (Runden 19–36) | Rückrunde (Runden 19–36) |
|                        | SCR Altach             | SC Austria Lustenau    | SKN St. Pölten         | FC Blau-Weiß Linz      | SV Grödig              |                        | FC Lustenau 07         | TSV Hartberg           | SV Horn                | Verein               |                          | SCR Altach               | SC Austria Lustenau      | SKN St. Pölten           | FC Blau-Weiß Linz        | SV Grödig                |                          | FC Lustenau 07           | TSV Hartberg             | SV Horn                  |
| ---------------------- | ---------------------- | ---------------------- | ---------------------- | ---------------------- | ---------------------- | ---------------------- | ---------------------- | ---------------------- | ---------------------- | -------------------- | ------------------------ | ------------------------ | ------------------------ | ------------------------ | ------------------------ | ------------------------ | ------------------------ | ------------------------ | ------------------------ | ------------------------ |
|                        | 1:1                    | 0:0                    | 0:0                    | 2:2                    | 2:0                    | 3:3                    | 2:4                    | 1:2                    | 3:3                    | Kapfenberger SV      |                          | 2:2                      | 2:1                      | 1:1                      | 1:0                      | 1:1                      | 3:0                      | 2:0                      | 2:1                      | 2:11                     |
| 2:1                    |                        | 1:2                    | 1:4                    | 1:1                    | 0:1                    | 3:0                    | 3:0                    | 4:1                    | 3:0                    | SCR Altach           | 2:0                      |                          | 2:0                      | 2:1                      | 2:1                      | 1:01                     | 3:1                      | 0:0                      | 2:0                      | 2:0                      |
| 5:0                    | 2:0                    |                        | 3:0                    | 2:1                    | 2:2                    | 3:0                    | 1:1                    | 3:1                    | 4:1                    | SC Austria Lustenau  | 2:0                      | 2:2                      |                          | 2:2                      | 1:0                      | 1:2                      | 1:0                      | 1:0                      | 1:3                      | 0:1                      |
| 3:0                    | 3:2                    | 2:1                    |                        | 4:1                    | 0:3                    | 5:2                    | 2:1                    | 4:1                    | 2:1                    | SKN St. Pölten       | 1:7                      | 1:1                      | 2:1                      |                          | 2:1                      | 1:2                      | 2:2                      | 2:2                      | 1:0                      | 1:1                      |
| 0:3                    | 0:2                    | 2:4                    | 2:2                    |                        | 1:3                    | 0:1                    | 0:1                    | 2:2                    | 3:0                    | FC Blau-Weiß Linz    | 1:1                      | 1:1                      | 3:0                      | 1:0                      |                          | 0:3                      | 2:3                      | 1:1                      | 0:1                      | 2:1                      |
| 0:1                    | 1:0                    | 1:0                    | 3:4                    | 3:0                    |                        | 2:0                    | 3:0                    | 0:0                    | 0:2                    | SV Grödig            | 0:1                      | 3:1                      | 2:1                      | 2:2                      | 5:0                      |                          | 3:0                      | 4:1                      | 3:0                      | 2:12                     |
| 3:1                    | 2:1                    | 0:5                    | 1:5                    | 0:0                    | 1:3                    |                        | 2:4                    | 2:0                    | 3:0                    | First Vienna FC 1894 | 2:1                      | 3:0                      | 0:0                      | 2:2                      | 1:11                     | 1:2                      |                          | 1:0                      | 1:1                      | 3:15                     |
| 2:0                    | 0:1                    | 0:1                    | 1:1                    | 4:0                    | 1:1                    | 2:1                    |                        | 0:1                    | 1:2                    | FC Lustenau 07       | 1:3                      | 1:2                      | 1:4                      | 3:1                      | 4:3                      | 0:5                      | 1:2                      |                          | 1:0                      | 1:1                      |
| 1:1                    | 0:0                    | 0:1                    | 3:1                    | 1:3                    | 3:0                    | 1:0                    | 1:2                    |                        | 0:2                    | TSV Hartberg         | 1:3                      | 1:2                      | 0:01                     | 0:0                      | 2:24                     | 0:2                      | 0:2                      | 6:1                      |                          | 0:33                     |
| 2:0                    | 3:4                    | 0:3                    | 2:1                    | 1:1                    | 0:3                    | 1:0                    | 2:2                    | 0:0                    |                        | SV Horn              | 0:3                      | 0:1                      | 5:0                      | 2:0                      | 2:0                      | 1:1                      | 2:3                      | 4:0                      | 2:1                      |                          |

1 Vier der fünf Spiele in der 20. Runde mussten aufgrund unbespielbarer Plätze abgesagt werden. Lediglich das Spiel zwischen dem FC Lustenau und dem SKN St. Pölten wurde gespielt. Die abgesagten Spiele sollten am 18. März 2013 nachgeholt werden. Die Spiele zwischen Hartberg und Austria Lustenau sowie Kapfenberg und Horn mussten allerdings erneut wegen Unbespielbarkeit der Plätze abgesagt werden. Das Spiel Hartberg gegen Lustenau wurde schließlich am 28. März 2013 gespielt, das zwischen Kapfenberg und Horn fand am 23. April 2013 statt.

2 Das Spiel der 21. Runde zwischen Grödig und Horn musste am 1. März 2013 wegen Unspielbarkeit des Platzes abgesagt werden, es wurde am 29. März 2013 nachgeholt.

3 Das Spiel der 25. Runde zwischen Hartberg und Horn musste am 2. April 2013 wegen Unspielbarkeit des Platzes abgesagt werden, es wurde am 6. Mai 2013 nachgeholt.

4 Das Spiel der 28. Runde zwischen Hartberg und Blau-Weiß Linz musste am 12. April 2013 wegen starken Regens abgesagt werden, es wurde am 15. April 2013 nachgeholt.

5 Das Spiel der 35. Runde zwischen der Vienna und Horn musste am 21. Mai 2013 wegen eines Gewitters nach 32 Minuten abgebrochen werden, es wurde am 22. Mai 2013 wiederholt.

### Torschützenliste
| Pl. | Nat.              | Spieler              | Verein           | Tore |
| --- | ----------------- | -------------------- | ---------------- | ---- |
| 01. | Osterreich        | Hannes Aigner        | SCR Altach       | 18   |
| 02. | Osterreich        | David Witteveen      | SV Grödig        | 17   |
| 03. | Brasilien         | Thiago               | Austria Lustenau | 13   |
| 04. | Osterreich        | Thomas Salamon       | SV Grödig        | 12   |
| 04. | Spanien           | Daniel Lucas Segovia | SKN St. Pölten   | 12   |
| 06. | Serbien           | Miroslav Milošević   | SV Horn          | 11   |
| 06. | Osterreich        | Philipp Zulechner    | SV Horn          | 11   |
| 08. | Osterreich Turkei | Furkan Aydogdu       | FC Lustenau      | 10   |
| 08. | Osterreich        | Sandro Gotal         | SV Horn          | 10   |
| 08. | Kamerun           | Louis Ngwat-Mahop    | SCR Altach       | 10   |

### Spielorte, Spielstätten und Zuschauer
| Stadt      | Einwohner | Verein               | Stadion                      | Kapazität | Gesamt | Schnitt | ± zu 2011/12 | ± zu 2011/12 |
| ---------- | --------- | -------------------- | ---------------------------- | --------- | ------ | ------- | ------------ | ------------ |
| Altach     | 6.397     | SCR Altach           | Cashpoint-Arena              | 8.200     | 44.250 | 2.458   | −030,58 %    |              |
| Grödig     | 7.008     | SV Grödig            | Untersberg-Arena             | 2.955     | 19.360 | 1.076   | +026,59 %    |              |
| Hartberg   | 6.540     | TSV Hartberg         | Stadion Hartberg             | 4.500     | 22.600 | 1.256   | +019,62 %    |              |
| Horn       | 6.548     | SV Horn              | Waldviertler Volksbank Arena | 3.500     | 27.490 | 1.527   | +012,86 %    |              |
| Kapfenberg | 21.710    | Kapfenberger SV      | Franz-Fekete-Stadion         | 10.000    | 17.748 | 986     | −070,28 %    |              |
| Linz       | 191.107   | FC Blau-Weiß Linz    | Linzer Stadion               | 18.000    | 22.200 | 1.233   | −052,61 %    |              |
| Lustenau   | 21.291    | FC Lustenau 07       | Reichshofstadion             | 8.500     | 25.900 | 1.439   | −013,68 %    |              |
| Lustenau   | 21.291    | SC Austria Lustenau  | Reichshofstadion             | 8.500     | 70.500 | 3.917   | −010,30 %    |              |
| St. Pölten | 52.048    | SKN St. Pölten       | Niederösterreich-Arena       | 8.000     | 52.240 | 2.902   | +100,04 %    |              |
| Wien       | 1.731.236 | First Vienna FC 1894 | Stadion Hohe Warte           | 4.500     | 26.050 | 1.447   | −034,55 %    |              |
| Quelle     |           |                      |                              |           |        |         |              |              |

### Personelles und Sponsoring
| Team                 | Trainer          | Kapitän               | Ausrüster | Hauptsponsor    |
| -------------------- | ---------------- | --------------------- | --------- | --------------- |
| Kapfenberger SV      | Klaus Schmidt    | Dieter Elsneg         | erima     | Murauer         |
| SCR Altach           | Damir Canadi     | Philipp Netzer        | JAKO      | Cashpoint       |
| SC Austria Lustenau  | Helgi Kolviðsson | Harald Dürr           | Umbro     | ZIMA            |
| SKN St. Pölten       | Martin Scherb    | Michael Popp          | JAKO      | Hypo Noe Gruppe |
| FC Blau-Weiß Linz    | Edmund Stöhr     | Konstantin Wawra      | Lotto     | Lenze           |
| SV Grödig            | Adi Hütter       | Ione Cabrera          | Nike      | Scholz          |
| First Vienna FC 1894 | Alfred Tatar     | Jochen Fallmann       | Nike      | PayLife         |
| FC Lustenau 07       | Daniel Madlener  | Mario Bolter          | Nike      | Prometheus      |
| TSV Hartberg         | Werner Ofner     | Jürgen Rindler        | JAKO      | Lopoca          |
| SV Horn              | Michael Streiter | Aleksandar Djordjevic | Umbro     | Shopping Horn   |

### Trainerwechsel
| Verein            | Trainer                        | Grund                              | Datum              | Tabellenplatz | Nachfolger                     |
| ----------------- | ------------------------------ | ---------------------------------- | ------------------ | ------------- | ------------------------------ |
| SV Grödig         | Heimo Pfeifenberger            | Vertragsende                       | 31. Mai 2012       | Sommer- pause | Adi Hütter                     |
| TSV Hartberg      | Walter Hörmann                 | Vertragsende                       | 11. Juni 2012      | Sommer- pause | Andreas Moriggl                |
| SCR Altach        | Edmund Stöhr                   | Vertragsende                       | 30. Juni 2012      | Sommer- pause | Rainer Scharinger              |
| FC Blau-Weiß Linz | Thomas Weissenböck             | Entlassung                         | 22. September 2012 | 09.           | Gerald Perzy (Interimstrainer) |
| TSV Hartberg      | Andreas Moriggl                | Entlassung                         | 15. Oktober 2012   | 07.           | Paul Gludovatz                 |
| Kapfenberger SV   | Thomas von Heesen              | Umfunktionierung zum Sportdirektor | 10. November 2012  | 09.           | Klaus Schmidt                  |
| FC Blau-Weiß Linz | Gerald Perzy (Interimstrainer) | Ende der Interimszeit              | 22. November 2012  | 10.           | Edmund Stöhr                   |
| SCR Altach        | Rainer Scharinger              | Entlassung                         | 7. Jänner 2013     | 04.           | Damir Canadi                   |
| FC Lustenau 07    | Damir Canadi                   | Wechsel zu SCR Altach              | 8. Jänner 2013     | 05.           | Daniel Madlener                |
| TSV Hartberg      | Paul Gludovatz                 | Rücktritt                          | 17. Mai 2013       | 09.           | Wener Ofner (Interimstrainer)  |

## Dritte Leistungsstufe – Regionalligen

### Modus
Die Regionalligen Ost, West und Mitte bilden im österreichischen Fußball die dritte Leistungsstufe. Die Regionalliga Ost wird von den Vereinen des Wiener, Niederösterreichischen und Burgenländischen Fußballverbands gebildet. Die Regionalliga Mitte setzt sich aus Vereinen des Oberösterreichischen, Kärntner und Steirischen Fußballverbands zusammen. Die Regionalliga West bilden Vereine des Salzburger, Tiroler und Vorarlberger Fußballverbands.
In diesen drei Ligen wird um je einen Relegationsplatz für die Erste Liga gespielt; Voraussetzung für einen etwaigen Aufstieg ist die Lizenzerteilung durch den Senat 5 der Bundesliga. Zweitmannschaften sind nicht berechtigt aufzusteigen. Für die Regionalligamannschaften wurde ein wechselnder Modus der Relegationsspiele vereinbart. Demnach muss in dieser Saison die Regionalliga Ost gegen den Neuntplatzierten der Ersten Liga und die Regionalliga Mitte gegen die Regionalliga West antreten.
Die Zahl der Absteiger beträgt pro Regionalliga grundsätzlich drei. Diese kann sich jedoch dann verändern, wenn einerseits der Meister nicht in die Erste Liga aufsteigt oder wenn die Abstiegsränge durch die Klasseneinteilung der Absteiger beeinflusst wird. In jedem Fall müssen jedoch die beiden Letztplatzierte die Liga verlassen.

### Regionalliga Ost
Abschlusstabelle
| Pl. | Verein                      | Sp. | S  | U  | N  | Tore    | Diff. | Punkte |
| --- | --------------------------- | --- | -- | -- | -- | ------- | ----- | ------ |
| 1.  | SC-ESV Parndorf 1919        | 30  | 20 | 7  | 3  | 065:320 | +33   | 67     |
| 2.  | FK Austria Wien II          | 30  | 19 | 7  | 4  | 069:390 | +30   | 64     |
| 3.  | Floridsdorfer AC            | 30  | 15 | 10 | 5  | 059:390 | +20   | 55     |
| 4.  | FC Admira Wacker Mödling II | 30  | 13 | 13 | 4  | 058:380 | +20   | 52     |
| 5.  | SKU Amstetten               | 30  | 14 | 9  | 7  | 052:250 | +27   | 51     |
| 6.  | SV Mattersburg II           | 30  | 14 | 8  | 8  | 067:480 | +19   | 50     |
| 7.  | SK Rapid Wien II            | 30  | 11 | 9  | 10 | 055:430 | +12   | 42     |
| 8.  | SV Stegersbach              | 30  | 12 | 6  | 12 | 045:510 | −6    | 42     |
| 9.  | SV Oberwart (N)             | 30  | 10 | 11 | 9  | 044:460 | −2    | 41     |
| 10. | 1. SC Sollenau              | 30  | 11 | 6  | 13 | 042:480 | −6    | 39     |
| 11. | SC Retz (N)                 | 30  | 11 | 4  | 15 | 058:720 | −14   | 37     |
| 12. | Wiener Sportklub            | 30  | 10 | 6  | 14 | 051:510 | ±0    | 36     |
| 13. | SV Schwechat                | 30  | 7  | 5  | 18 | 042:640 | −22   | 26     |
| 14. | SC Ritzing                  | 30  | 7  | 4  | 19 | 030:720 | −42   | 25     |
| 15. | SC Ostbahn XI (N)           | 30  | 5  | 8  | 17 | 040:640 | −24   | 23     |
| 16. | 1. Simmeringer SC           | 30  | 1  | 7  | 22 | 016:610 | −45   | 10     |

| (N) | Neuaufsteiger der Saison 2011/12 |

Aufsteiger aus den Landesligen
- Wiener Stadtliga: SC Wiener Viktoria
- Landesliga Niederösterreich: ATSV Ober-Grafendorf
- Burgenlandliga: SV Neuberg

### Regionalliga Mitte
| Pl. | Verein                  | Sp. | S  | U  | N  | Tore    | Diff. | Punkte |
| --- | ----------------------- | --- | -- | -- | -- | ------- | ----- | ------ |
| 1.  | LASK Linz (A)           | 28  | 21 | 5  | 2  | 075:150 | +60   | 68     |
| 2.  | FC Pasching             | 28  | 21 | 3  | 4  | 064:190 | +45   | 66     |
| 3.  | SAK Klagenfurt          | 28  | 13 | 8  | 7  | 054:480 | +6    | 47     |
| 4.  | SC Kalsdorf (N)         | 28  | 12 | 7  | 9  | 062:480 | +14   | 43     |
| 5.  | Villacher SV            | 28  | 12 | 7  | 9  | 046:400 | +6    | 43     |
| 6.  | Union St. Florian       | 28  | 11 | 4  | 13 | 034:370 | −3    | 37     |
| 7.  | USV Allerheiligen       | 28  | 10 | 6  | 12 | 046:520 | −6    | 36     |
| 8.  | SK Austria Klagenfurt   | 28  | 9  | 8  | 11 | 040:480 | −8    | 35     |
| 9.  | FC Gratkorn RLM1        | 28  | 9  | 7  | 12 | 050:530 | −3    | 34     |
| 10. | SV Wallern (N)          | 28  | 7  | 13 | 8  | 024:310 | −7    | 34     |
| 11. | Union Vöcklamarkt       | 28  | 8  | 9  | 11 | 038:460 | −8    | 33     |
| 12. | SK Sturm Graz II        | 28  | 9  | 5  | 14 | 037:480 | −11   | 32     |
| 13. | Kapfenberger SV II RLM1 | 28  | 7  | 6  | 15 | 027:500 | −23   | 27     |
| 14. | SV Feldkirchen (N)      | 28  | 5  | 8  | 15 | 036:690 | −33   | 23     |
| 15. | DSV Leoben              | 28  | 3  | 10 | 15 | 032:610 | −29   | 19     |
| 16. | Grazer AK (R)           | 0   | 0  | 0  | 0  | 000:000 | ±0    | 0      |

| (A) | Absteiger der Saison 2011/12                |
| (N) | Neuaufsteiger der Saison 2011/12            |
| (R) | Verlierer der Relegation der Saison 2011/12 |

Aufsteiger aus den Landesligen
- OÖ Liga: SK Vorwärts Steyr
- Landesliga Steiermark: SV Lafnitz
- Kärntner Liga: Wolfsberger AC II

### Regionalliga West
| Pl. | Verein                   | Sp. | S  | U  | N  | Tore    | Diff. | Punkte |
| --- | ------------------------ | --- | -- | -- | -- | ------- | ----- | ------ |
| 1.  | FC Liefering             | 30  | 23 | 5  | 2  | 094:230 | +71   | 74     |
| 2.  | SV Austria Salzburg      | 30  | 21 | 5  | 4  | 077:210 | +56   | 68     |
| 3.  | WSG Wattens (R)          | 30  | 18 | 5  | 7  | 073:490 | +24   | 59     |
| 4.  | FC Kufstein              | 30  | 16 | 6  | 8  | 070:410 | +29   | 54     |
| 5.  | SC Bregenz               | 30  | 15 | 5  | 10 | 058:430 | +15   | 50     |
| 6.  | SG FC Anif / Salzburg II | 30  | 13 | 8  | 9  | 050:430 | +7    | 47     |
| 7.  | SV Seekirchen 1945       | 30  | 13 | 4  | 13 | 043:440 | −1    | 43     |
| 8.  | FC Dornbirn 1913         | 30  | 13 | 2  | 15 | 048:510 | −3    | 41     |
| 9.  | FC Wacker Innsbruck II   | 30  | 11 | 7  | 12 | 060:600 | ±0    | 40     |
| 10. | TSV St. Johann           | 30  | 9  | 10 | 11 | 039:440 | −5    | 37     |
| 11. | SCR Altach II            | 30  | 9  | 9  | 12 | 041:490 | −8    | 36     |
| 12. | TSV Neumarkt             | 30  | 9  | 7  | 14 | 047:690 | −22   | 34     |
| 13. | FC Hard                  | 30  | 9  | 5  | 16 | 036:640 | −28   | 32     |
| 14. | SV Wals-Grünau (N)       | 30  | 5  | 8  | 17 | 037:690 | −32   | 23     |
| 15. | FC Andelsbuch (N)        | 30  | 6  | 5  | 19 | 032:750 | −43   | 23     |
| 16. | FC Pinzgau Saalfelden    | 30  | 3  | 3  | 24 | 027:870 | −60   | 12     |

| (N) | Neuaufsteiger der Saison 2011/12            |
| (R) | Verlierer der Relegation der Saison 2011/12 |

Aufsteiger aus den Landesligen
- Salzburger Liga: USC Eugendorf
- Tiroler Landesliga: SC Schwaz
- Vorarlbergliga: FC Höchst

## Relegation

### Relegation zur Erste Liga

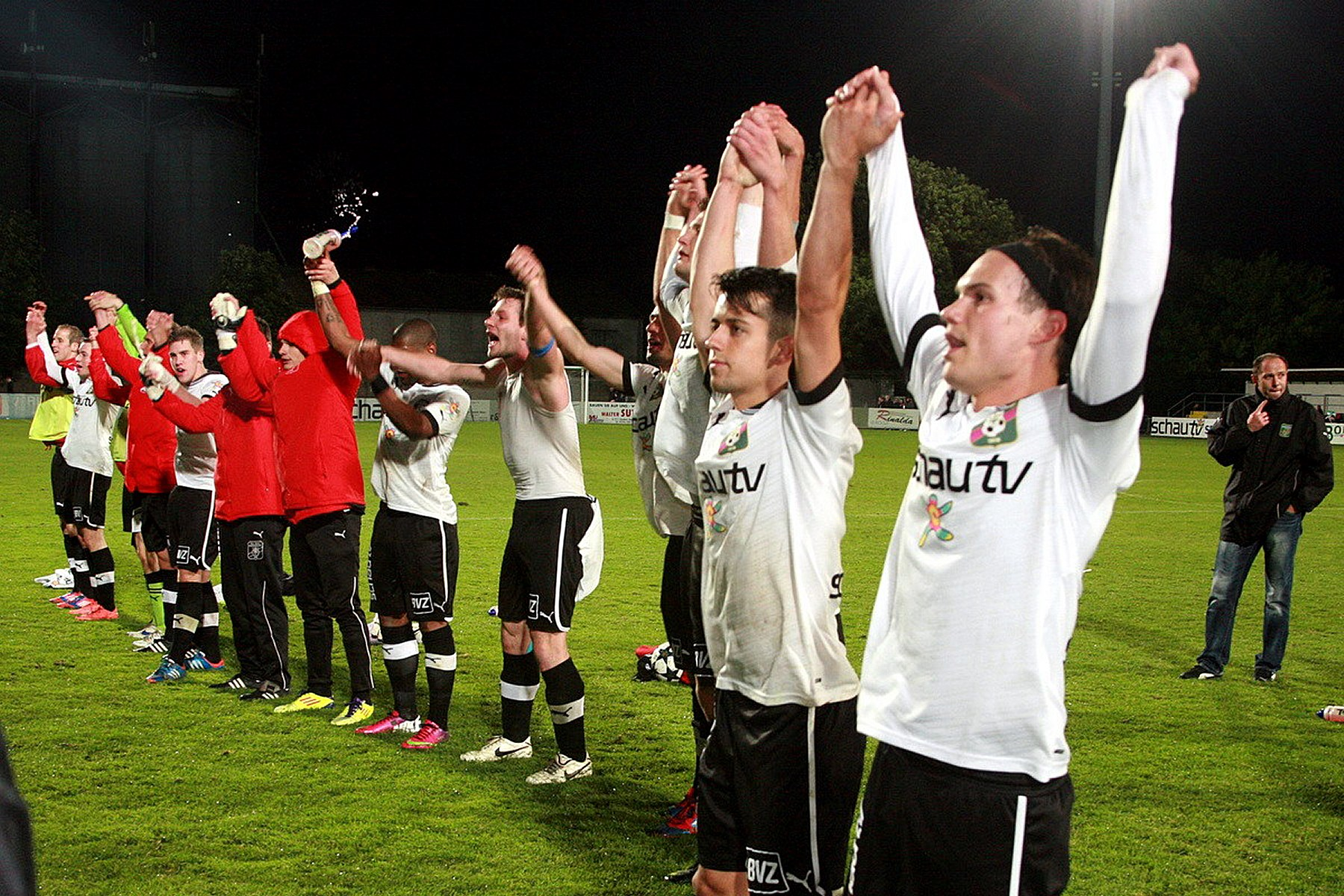
Die Spieler des SC-ESV Parndorf jubeln über den Aufstieg gegen den FC Blau-Weiß Linz.

Aufgrund des Zwangsabstiegs des FC Lustenau 07 muss der Zehntplatzierte der Ersten Liga, der FC Blau-Weiß Linz, nicht direkt in die Regionalliga absteigen, sondern spielt in der Relegation gegen den Meister der Regionalliga Ost, den SC-ESV Parndorf 1919. Im zweiten Relegationsduell trifft der Meister der Regionalliga Mitte, LASK Linz, auf den Meister der Regionalliga West, den FC Liefering.
Die Hinspiele fanden am 3. Juni 2013 im Heidebodenstadion in Parndorf bzw. in der Red Bull Arena in Wals-Siezenheim statt. Die Rückspiele wurden im Linzer Stadion ausgetragen. Das Spiel zwischen dem LASK und Liefering wurde am 6. Juni gespielt, jenes zwischen Blau-Weiß und Parndorf am 7. Juni 2013. Die beiden Linzer Vereine gingen bei allen Spielen als Verlierer vom Platz und verbleiben damit in der Regionalliga Mitte bzw. steigen in diese ab. Die oberösterreichische Landeshauptstadt stellt somit in der kommenden Saison erstmals seit 1950 keine Mannschaft im Profifußball.
| Datum                                                               |                            | Gesamt |                        | Hinspiel | Rückspiel |
| ------------------------------------------------------------------- | -------------------------- | ------ | ---------------------- | -------- | --------- |
| 3. Juni 2013, 19:30 7. Juni 2013, 18:30                             | SC-ESV Parndorf 1919 (RLO) | 3:1    | FC Blau-Weiß Linz (EL) | 2:1      | 1:0       |
| Tore Hinspiel: 1:0 (32.) Horvath, 1:1 (54.) Hartl, 2:1 (54.) Koller |                            |        |                        |          |           |
| Tore Rückspiel: 1:0 (27.) Kummerer                                  |                            |        |                        |          |           |

| Legende: (EL): Erste Liga, (RLO): Regionalliga Ost |

| Datum                                                             |                    | Gesamt |                 | Hinspiel | Rückspiel |
| ----------------------------------------------------------------- | ------------------ | ------ | --------------- | -------- | --------- |
| 3. Juni 2013, 19:00 6. Juni 2013, 20:00                           | FC Liefering (RLW) | 5:0    | LASK Linz (RLM) | 2:0      | 3:0       |
| Tore Hinspiel: 1:0 (70.) Savic, 2:0 (90.+2) Coric                 |                    |        |                 |          |           |
| Tore Rückspiel: 0:1 (4.) Silva, 0:2 (27.) Savic, 0:3 (47.) Konrad |                    |        |                 |          |           |

| Legende: (RLO): Regionalliga Mitte, (RLW): Regionalliga West |